# Nathalia Timberg
Nathalia Timberg (Río de Janeiro, 5 de agosto de 1929)  es una consagrada actriz brasileña, hija de padre polaco y de madre belga. Está considerada como una de las mejores y más conocidas actrices brasileñas del cine, teatro y televisión.
En 2016, el director Wolf Maya inauguró el Teatro Nathalia Timberg, en Río de Janeiro, en honor a la actriz.

## Filmografía

### En la televisión
| Año  | Título                        | Personaje                                  |
| ---- | ----------------------------- | ------------------------------------------ |
| 1960 | Imitación de la Vida          |                                            |
| 1964 | El Desconocido                | Norma                                      |
| 1964 | El Derecho de Nacer           | Maria Helena                               |
| 1966 | Un Rostro de Mujer            | Elisa                                      |
| 1966 | La Ré Misteriosa              | Elisa                                      |
| 1967 | La Reina Loca                 | Imperatriz Charlotte                       |
| 1968 | La Muralla                    | Basília                                    |
| 1968 | El Tercero Pecado             | La Muerte                                  |
| 1969 | Sangre de mi Sangre           | Sarah Bernhardt                            |
| 1969 | Vidas en Conflicto            | Cláudia                                    |
| 1969 | Diez Vidas                    | Bárbara Heliodora                          |
| 1970 | Las Brujas                    | Dagmar                                     |
| 1970 | Las Brujas                    | Olívia                                     |
| 1971 | Editora Mayo, buen Día        | Maria de Carmo                             |
| 1971 | Cuarenta Años Después         | Cândida                                    |
| 1972 | El Tiempo No Borra            | Paula                                      |
| 1972 | Quiero Vivir                  | Júlia                                      |
| 1973 | Rosa de los Vientos           | Eleonora                                   |
| 1973 | Divinas & Maravillosas        | Haydée                                     |
| 1975 | Escalada                      | Fernanda Suenes                            |
| 1977 | El Espantalho                 | Corina                                     |
| 1978 | Caso Especial                 | El Vaso de Cristal                         |
| 1978 | La Sucesora                   | Juliana                                    |
| 1979 | Aplauso, Al Lado Mío          |                                            |
| 1979 | Aplauso, Las Pequeñas Raposas |                                            |
| 1979 | Cara a cara                   | Renée                                      |
| 1980 | Plantão de Policía            | ep: Camisa de Fuerza                       |
| 1981 | Plantão de Policía            | ep: El Heredero                            |
| 1981 | Gracias Doctor                | ep: Nacer o Morir                          |
| 1982 | Si Verdad                     | ep. Hermana Dulce                          |
| 1982 | Maria Stuart                  | Elizabeth                                  |
| 1982 | El Patio de las Doncellas     |                                            |
| 1982 | Ellas por Ellas               | Eva                                        |
| 1983 | Caso Especial                 | "Ep: La Pata del Mono"                     |
| 1984 | Mi Destino ES Pecar           | Consuelo                                   |
| 1984 | Santa Marta Fabril S.A.       | Dueña Marta                                |
| 1985 | Ti Ti Ti                      | Cecília                                    |
| 1986 | Nuevo Amor                    | Lígia                                      |
| 1987 | Cuerpo Santo                  | Maria                                      |
| 1988 | Vale Todo                     | Celina Junqueira                           |
| 1990 | Pantanal                      | Mariana                                    |
| 1990 | Deseo                         | Túlia                                      |
| 1991 | El Dueño del Mundo            | Constância Eugênia                         |
| 1992 | De Cuerpo y Alma              | Nágila Pastore                             |
| 1993 | Mujeres de Arena              | Jueza                                      |
| 1994 | Éramos Seis                   | Emília                                     |
| 1995 | Cara y Corona                 | Suzy                                       |
| 1996 | El Campeón                    | Mãezinha                                   |
| 1997 | Zazá                          | Teresa                                     |
| 1998 | Usted Decide                  | ep: "La Pílula"                            |
| 1999 | Usted Decide                  | ep: "El Tesoro de la Juventud"             |
| 1999 | Fuerza de Un Deseo            | Idalina Menezes de Albuquerque Silveira    |
| 2000 | Marcas de la Pasión           | Marrita                                    |
| 2001 | Puerto de los Milagros        | Ondina                                     |
| 2002 | El Quinto de los Infiernos    | Xuxu                                       |
| 2003 | Celebridade                   | Yolanda Mendes                             |
| 2006 | Páginas de la Vida            | Hortência Miranda de Almeida Vilela Arruda |
| 2006 | JK                            | Baronesa del Tibagi                        |
| 2008 | Casos y Acasos                |                                            |
| 2008 | Queridos Amigos               | Dueña Ester Rosemberg                      |
| 2008 | Negocio de China              | Augusta De unas                            |
| 2010 | La Princesa y el Vagabundo    | Betine                                     |
| 2010 | La Vida Ajena                 | Duquesa                                    |
| 2011 | Insensato Corazón             | Victoria Drummond                          |
| 2013 | Amor a la Vida                | Bernarda Campos Rodríguez                  |
| 2015 | Babilônia                     | Estela Marcondes Amaral                    |
| 2017 | O Outro Lado do Paraíso       | Beatriz de Sá Junqueira                    |
| 2019 | A Dona do Pedaço              | Gladys Mantovani                           |

### Cine
| Año  | Título                                        | Personaje     |
| ---- | --------------------------------------------- | ------------- |
| 1958 | Ravina                                        |               |
| 1961 | America Di Notte                              |               |
| 1964 | Viaje a los Senos de Duília                   | Adélia        |
| 1965 | Society en Baby-Doll                          |               |
| 1968 | El Hombre Que Compró el Mundo                 | Reina Loca    |
| 1976 | Fruto Prohibido                               | Ângela        |
| 1988 | Dedé Mamata                                   | Abuela        |
| 1998 | Cuentos de Lygia                              |               |
| 2000 | Condenado a la Libertad                       | Irene         |
| 2011 | Flávio Rangel - El Teatro en Palma de la Mano | Ella Misma    |
| 2013 | Viendo o Alquilo                              | Maria Eudóxia |
| 2015 | En Tres Actos                                 | Intelectual   |

## En el teatro
- 1950 - El Padre
- 1954 - Señora de los Ahogados
- 1954 - Los Cinco Fugitivos del Juízo Final
- 1955 - Las Solteiras Casadas
- 1956 - La Casa de Té del Luar de Agosto
- 1957 - Calle Son Luiz 27 8.º Piso
- 1958 - Panaroma Visto del Puente
- 1959/60 - El Ángel de Piedra
- 1962 - El Pagador de Promesas
- 1960 - Uno Me gusta Miel
- 1961 - Almas Muertas
- 1961 - La Escalera
- 1962 - Le Fantôme de Marseille
- 1962 - Ocho Mujeres
- 1964 - Antígona
- 1964 - Flor de Cactus
- 1965 - Mi Querido Mentiroso
- 1970 - Los Ciúmes de un Pedestre
- 1972 - Los Amantes de Viorne
- 1974 - Entre Cuatro Paredes
- 1977 - La Muerte del Caixeiro Viajero
- 1979 - Investigación en la Clase Dominante
- 1980 - Larga Jornada Noche a Dentro
- 1982 - Me enseña a Vivir
- 1984 - Así es (Se le Parece)
- 1987 - La Ceremonia del Adiós
- 1988 - Mi Querido Mentiroso
- 1989 - Filumena Marturano
- 1989 - El Jardín de las Cerejeiras
- 1993 - Viaje la Forli
- 1993 - Tres Mujeres Altas
- 1997 - En el Fondo del Lago Oscuro
- 1999 - Mi Querido Mentiroso
- 2001 - Conduciendo Miss Daisy
- 2002 - Letti y Lotte
- 2003/04 - La Importancia de ser Fiel
- 2004 - Pasión
- 2004 - Melanie Klein
- 2006 - Off
- 2007 - La Gracia de la Vida
- 2010 - Soplo de Vida
- 2016 - 33 Variaciones de Beethoven

## Premios e indicaciones
| Año  | Premios                         | Categoría                    | Trabajo                 | Resultado | Ref |
| ---- | ------------------------------- | ---------------------------- | ----------------------- | --------- | --- |
| 1966 | Trofeo Prensa                   | Mejor Actriz                 | El Derecho de Nacer     | Indicado  |     |
| 1966 | Premio Molière                  | Mejor Actriz                 | Mío Querido Mentiroso   | Venció    |     |
| 1969 | Trofeo Prensa                   | Mejor Actriz                 | El Tercero Pecado       | Indicado  |     |
| 1970 | Trofeo Prensa                   | Mejor actriz                 | Diez Vidas              | Indicado  |     |
| 1985 | Trofeo APCA                     | Mejor Actriz                 | Santa Marta Fabril S.A. | Venció    |     |
| 1987 | Premio Mambembe                 | Mejor Actriz Coadyuvante     | Ceremonia del Adiós     | Venció    |     |
| 1988 | Premio Molière                  | Mejor Actriz                 | Mío Querido Mentiroso   | Venció    |     |
| 2002 | Premio Contigo! de TELE         | Mejor Actriz Coadyuvante     | Puerto de los Milagros  | Indicado  |     |
| 2007 | Premio Calidad Brasil           | Mejor Actriz Teatral Comedia | La Gracia de la Vida    | Indicado  |     |
| 2010 | Premio Shell                    | Premio Especial              | Homenaje                | Venció    |     |
| 2013 | Festival de Cine de Recife      | Mejor Actriz Coadyuvante     | Viendo o Alquilo        | Venció    |     |
| 2014 | Trofeo APCA                     | Mejor Actriz                 | Tríptico Samuel Beckett | Indicado  |     |
| 2015 | Premio Hace Diferencia          | Según Cuaderno/Teatro        | Babilônia               | Venció    |     |
| 2016 | Premio Aplauso Brasil de Teatro | Premio Especial              | Homenaje                | Venció    |     |
| 2016 | Premio Cesgranrio de Teatro     | Premio Especial              | Homenaje                | Venció    |     |